# Municipio de White Oak (condado de Wake)
El municipio de White Oak (en inglés: White Oak Township) es un municipio ubicado en el  condado de Wake en el estado estadounidense de Carolina del Norte. En el año 2010 tenía una población de 72.894 habitantes.

## Geografía
El municipio de White Oak se encuentra ubicado en las coordenadas 35°44′53.55″N 78°51′54.03″O / 35.7482083, -78.8650083.